# Bonifazio Caetani

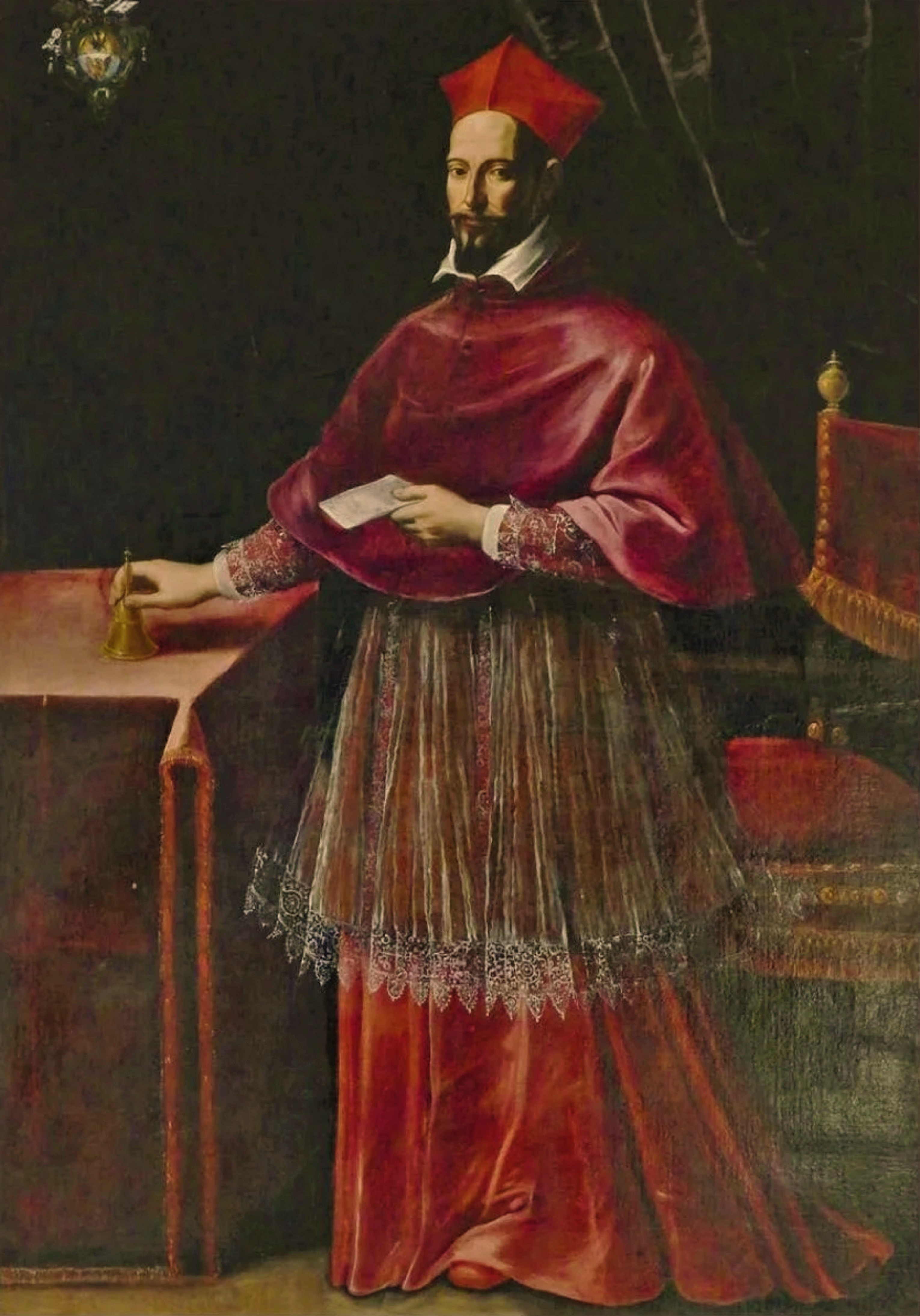
Bonifazio Caetani (1606)

Bonifazio Caetani (* 1567 in Rom; † 24. Juni 1617 ebendort) war ein italienischer Kardinal und Erzbischof.

## Biografie
Bonifazio Caetani wurde 1567 in Rom als vierter Sohn von Onorato, dem Herrn von Sermoneta, und Agnese Colonna di Paliano geboren. Er war der Bruder von Antonio Caetani, Großneffe von Kardinal Niccolò Caetani, Neffe von Kardinal Enrico Caetani und Onkel von Kardinal Luigi Caetani. Unter seinen Vorfahren ragt die Figur des Benedetto Caetani heraus, der später Papst Bonifatius VIII. wurde. Mütterlicherseits war er ein Cousin von Kardinal Ascanio Colonna.
Ab 1586 studierte er Jura an der Universität Bologna, wo er ein Schüler von Gerolamo Boccadiferro war und sich mit Torquato Tasso anfreundete. Er promovierte an der Universität von Perugia in Zivil und Kirchenrecht.
1596 begleitete er seinen Onkel Enrico Caetani zu einer Mission um den Kaiser mit dem polnischen König Sigismund III. Wasa im Kampf gegen die Türken zu einigen. Die Mission scheiterte an den bestehenden Ansprüchen der Habsburger auf die polnische Krone und auch an den Streitigkeiten zwischen dem Kaiser und Polen um die Herrschaft über Moldau und die Walachei.
Am 8. November 1599 wurde er von Papst Clemens VIII. zum Bischof von Cassano ernannt. Papst Paul V. erhob ihn am 11. September 1606 im Konsistorium in den Rang eines Kardinalpriesters von Santa Pudenziana. Am 22. April 1613 wurde er an den Metropolitansitz von Tarent versetzt.
Caetani verstarb am 24. Juni 1617 im Alter von 50 Jahren und wurde in Santa Pudenziana beigesetzt.